# 伊斯特盾皮魚
伊斯特盾皮魚，又名伊氏魚，是邓氏鱼科下的伊斯曼魚屬（或稱伊斯特盾皮魚屬，學名Eastmanosteus）。它們與巨型的鄧氏魚是近親，但卻擁有不同的結節骨裝飾、不同形狀的頸板及呈更鋸齒狀的頭顱骨骨縫。
伊斯曼魚屬下的物種有非常強壯的顎骨及鋒利的切邊，故很有可能是主動掠食者。其化石分佈在世界各地，可以追溯至泥盆紀中期至晚期。它們的體型由中等至大型，E. pustulosus及E. licharevi的標本可以長達3米。在澳洲發現保存完好的E. calliaspis外骨骼及軟組織使對它們的所知更多。

## 物種
- Eastmanosteus calliapsis：在西澳州西北方發現，可追溯至弗拉斯階，有很多化石的頭顱骨及裝甲仍是互相緊扣的。[2]肌肉纖維、循環結構及神經組織也被保存下來，是已知最古老的有頜類軟組織。[3]最大的頭顱骨長27.2厘米，估計體長達1.5米。

- Eastmanosteus licharevi：在俄羅斯發現，但所知有限。最初的描述只是基於屬於弗拉斯階的部份頸板，期後在利佩茨克發現一些屬於法門階的零碎化石。[2]

- Eastmanosteus lundarensis：屬於艾斐爾階的中等體型物種，是在加拿大曼尼托巴中南部發現的。是屬內最古老及最完整的之一。[4]

- Eastmanosteus magnificus：一個屬於泥盆紀晚期差不多完整的頭蓋，是在美國紐約州發現。它最初被認為是鄧氏魚。[2]

- Eastmanosteus pustulosus：模式種，最初被認為是恐魚屬。它們體型很大及廣泛分佈，化石是在美國威斯康辛州、愛荷華州、密西根州及紐約州、及波蘭發現。[2]

- 雲南伊氏魚（Eastmanosteus yunnanensis）：原先被認為是鄧氏魚，屬於泥盆紀中期，是在中國雲南發現。[1]

- 伊斯曼魚屬未命名種：未被描述的物種，其化石是在伊朗東部發現，屬於弗拉斯階。[2]

- 很多其他物種都是從俄羅斯、摩洛哥及美國發現。大部份都已被分類到不同的屬中。[2]